# Mexico op het wereldkampioenschap voetbal 2010
Mexico was een van de deelnemende landen aan het wereldkampioenschap voetbal 2010 in Zuid-Afrika. Het land nam voor de veertiende keer in de geschiedenis deel. De laatste keer dat Mexico de WK-eindronde miste, was in 1990. Daarna kwamen ze in alle edities in de tweede ronde om daar vervolgens te verliezen. Tot tweemaal toe wist Mexico de kwartfinale te bereiken. Dit gebeurde voor de eerste keer in 1970 en werd herhaald in 1986, toen het toernooi in eigen land werd gehouden. Op 4 december 2009 werd de loting verricht voor de poule-indeling van de nationale elftallen. Mexico belandde in groep A samen met Zuid-Afrika, Uruguay en Frankrijk.

## Kwalificatie

### Tweede ronde
In de tweede ronde speelden de twaalf sterkste landen tegen een zwakker land in een thuis- en uitwedstrijd waarbij de winnaar doorging naar de derde ronde.
| Datum        | Wedstrijd       | Locatie                   | Resultaat |
| ------------ | --------------- | ------------------------- | --------- |
| 15 juni 2008 | Belize - Mexico | Houston, Verenigde Staten | 0-2       |
| 21 juni 2008 | Mexico - Belize | Monterrey, Mexico         | 7-0       |

### Derde ronde
De 12 landen speelden in 3 groepen van vier landen waarbij de nummers 1 en 2 doorgaan naar de vierde ronde.
| Team     | Wed | W | G | V | DV | DT | +/- | Ptn |
| -------- | --- | - | - | - | -- | -- | --- | --- |
| Honduras | 6   | 4 | 0 | 2 | 9  | 5  | +4  | 12  |
| Mexico   | 6   | 3 | 1 | 2 | 9  | 6  | +3  | 10  |
| Jamaica  | 6   | 3 | 1 | 2 | 6  | 6  | 0   | 10  |
| Canada   | 6   | 0 | 2 | 4 | 6  | 13 | -7  | 2   |

| 20 augustus 2008  | Mexico   | 2 - 1 | Honduras |
| 6 september 2008  | Mexico   | 3 - 0 | Jamaica  |
| 10 september 2008 | Mexico   | 2 - 1 | Canada   |
| 11 oktober 2008   | Jamaica  | 1 - 0 | Mexico   |
| 15 oktober 2008   | Canada   | 2 - 2 | Mexico   |
| 19 november 2008  | Honduras | 1 - 0 | Mexico   |

### Vierde ronde
De 6 landen speelden in 1 groep waarbij de nummers 1, 2 en 3 zich plaatsten voor de eindronde. De nummer 4 speelde een beslissingswedstrijd tegen de nummer 5 van Zuid-Amerika om één plaats in de eindronde.
| Team               | Wed | W | G | V | DV | DT | +/- | Ptn |
| ------------------ | --- | - | - | - | -- | -- | --- | --- |
| Verenigde Staten   | 10  | 6 | 2 | 2 | 19 | 13 | 6   | 20  |
| Mexico             | 10  | 6 | 1 | 3 | 18 | 12 | 6   | 19  |
| Honduras           | 10  | 5 | 1 | 4 | 17 | 11 | 6   | 16  |
| Costa Rica         | 10  | 5 | 1 | 4 | 15 | 15 | 0   | 16  |
| El Salvador        | 10  | 2 | 2 | 6 | 9  | 15 | -6  | 8   |
| Trinidad en Tobago | 10  | 1 | 3 | 6 | 10 | 22 | -12 | 6   |

| 11 februari 2009 | Verenigde Staten   | 2 - 0 | Mexico             |
| 28 maart 2009    | Mexico             | 2 - 0 | Costa Rica         |
| 1 april 2009     | Honduras           | 3 - 1 | Mexico             |
| 6 juni 2009      | El Salvador        | 2 - 1 | Mexico             |
| 10 juni 2009     | Mexico             | 2 - 1 | Trinidad en Tobago |
| 12 augustus 2009 | Mexico             | 2 - 1 | Verenigde Staten   |
| 5 september 2009 | Costa Rica         | 0 - 3 | Mexico             |
| 9 september 2009 | Mexico             | 1 - 0 | Honduras           |
| 10 oktober 2009  | Mexico             | 4 - 1 | El Salvador        |
| 14 oktober 2009  | Trinidad en Tobago | 2 - 2 | Mexico             |

## Oefeninterlands
Mexico speelde twaalf oefeninterlands in de aanloop naar het WK voetbal in Zuid-Afrika.

|                                    |                                                                                              |       |         |                                                                                         |
| 25 februari 2010 Vriendschappelijk | Mexico                                                                                       | 5 – 0 | Bolivia | Candlestick Park, San Francisco Toeschouwers: 34.244 Scheidsrechter: Terry Vaughn (USA) |
| 25 februari 2010 Vriendschappelijk | Pablo Barrera 2' Javier Hernández 12' Braulio Luna 18' Javier Hernández 20' Paul Aguilar 52' |       |         | Candlestick Park, San Francisco Toeschouwers: 34.244 Scheidsrechter: Terry Vaughn (USA) |

|                                |                                    |       |               |                                                                             |
| 4 maart 2010 Vriendschappelijk | Mexico                             | 2 – 0 | Nieuw-Zeeland | Rose Bowl, Pasadena Toeschouwers: 90.526 Scheidsrechter: Jair Marrufo (USA) |
| 4 maart 2010 Vriendschappelijk | Carlos Salcido 53' Carlos Vela 57' |       |               | Rose Bowl, Pasadena Toeschouwers: 90.526 Scheidsrechter: Jair Marrufo (USA) |

|                                 |                                         |       |                   |                                                                                 |
| 18 maart 2010 Vriendschappelijk | Mexico                                  | 2 – 1 | Noord-Korea       | Estadio Corona, Torreón Toeschouwers: 30.000 Scheidsrechter: Terry Vaughn (USA) |
| 18 maart 2010 Vriendschappelijk | Cuauhtémoc Blanco 52' José Magallón 68' |       | 56' Kum-Chol Choe | Estadio Corona, Torreón Toeschouwers: 30.000 Scheidsrechter: Terry Vaughn (USA) |

|                                 |        |       |         |                                                                                           |
| 25 maart 2010 Vriendschappelijk | Mexico | 0 – 0 | IJsland | Bank of America Stadium, Charlotte Toeschouwers: 63.227 Scheidsrechter: Mark Geiger (USA) |
| 25 maart 2010 Vriendschappelijk |        |       |         | Bank of America Stadium, Charlotte Toeschouwers: 63.227 Scheidsrechter: Mark Geiger (USA) |

|                              |        |       |         | |
| 8 mei 2010 Vriendschappelijk | Mexico | 0 – 0 | Ecuador | New Meadowlands Stadium, East Rutherford Toeschouwers: onbekend Scheidsrechter: Steven DePiero (CAN) |
| 8 mei 2010 Vriendschappelijk |        |       |         | New Meadowlands Stadium, East Rutherford Toeschouwers: onbekend Scheidsrechter: Steven DePiero (CAN) |

|                               |                    |       |         |                                                                                   |
| 11 mei 2010 Vriendschappelijk | Mexico             | 1 – 0 | Senegal | Soldier Field, Chicago Toeschouwers: 60.000 Scheidsrechter: Ricardo Salazar (USA) |
| 11 mei 2010 Vriendschappelijk | Alberto Medina 60' |       |         | Soldier Field, Chicago Toeschouwers: 60.000 Scheidsrechter: Ricardo Salazar (USA) |

|                               |                     |       |        |                                                                                      |
| 14 mei 2010 Vriendschappelijk | Mexico              | 1 – 0 | Angola | Reliant Stadium, Houston Toeschouwers: 70.099 Scheidsrechter: Baldomero Toledo (USA) |
| 14 mei 2010 Vriendschappelijk | Andrés Guardado 52' |       |        | Reliant Stadium, Houston Toeschouwers: 70.099 Scheidsrechter: Baldomero Toledo (USA) |

|                               |                    |       |       |                                                                                    |
| 16 mei 2010 Vriendschappelijk | Mexico             | 1 – 0 | Chili | Aztekenstadion, Mexico-Stad Toeschouwers: 95.000 Scheidsrechter: Mark Geiger (USA) |
| 16 mei 2010 Vriendschappelijk | Alberto Medina 14' |       |       | Aztekenstadion, Mexico-Stad Toeschouwers: 95.000 Scheidsrechter: Mark Geiger (USA) |

|                                         |                                                   |       |                      |                                                                                 |
| 24 mei 2010 Vriendschappelijk 21:00 uur | Engeland                                          | 3 – 1 | Mexico               | Wembley Stadium, Londen Toeschouwers: 88.638 Scheidsrechter: Masaaki Toma (JPN) |
| 24 mei 2010 Vriendschappelijk 21:00 uur | Ledley King 17' Peter Crouch 35' Glen Johnson 47' |       | 45' Guillermo Franco | Wembley Stadium, Londen Toeschouwers: 88.638 Scheidsrechter: Masaaki Toma (JPN) |

|                                         |                                           |       |                      |                                                                                    |
| 26 mei 2010 Vriendschappelijk 20:00 uur | Nederland                                 | 2 – 1 | Mexico               | Badenova-Stadion, Freiburg Toeschouwers: 22.000 Scheidsrechter: Manuel Gräfe (GER) |
| 26 mei 2010 Vriendschappelijk 20:00 uur | Robin van Persie 17' Robin van Persie 41' |       | 74' Javier Hernández | Badenova-Stadion, Freiburg Toeschouwers: 22.000 Scheidsrechter: Manuel Gräfe (GER) |

|                                         | |       |                  |                                                                                          |
| 30 mei 2010 Vriendschappelijk 17:30 uur | Mexico                                                                                               | 5 – 1 | Gambia           | Hans-Walter-Wild Stadion, Bayreuth Toeschouwers: 5.000 Scheidsrechter: Felix Brych (GER) |
| 30 mei 2010 Vriendschappelijk 17:30 uur | Javier Hernández 18' Javier Hernández 50' Adolfo Bautista 59' Adolfo Bautista 74' Alberto Medina 81' |       | 65' Ebrima Sohna | Hans-Walter-Wild Stadion, Bayreuth Toeschouwers: 5.000 Scheidsrechter: Felix Brych (GER) |

|                                         |                      |       |                                    |                                                                                           |
| 3 juni 2010 Vriendschappelijk 19:15 uur | Italië               | 1 – 2 | Mexico                             | Koning Boudewijnstadion, Brussel Toeschouwers: 30.000 Scheidsrechter: Johan Verbist (BEL) |
| 3 juni 2010 Vriendschappelijk 19:15 uur | Leonardo Bonucci 89' |       | 17' Carlos Vela 84' Alberto Medina | Koning Boudewijnstadion, Brussel Toeschouwers: 30.000 Scheidsrechter: Johan Verbist (BEL) |

## WK-selectie
| Nummer / Naam   | Nummer / Naam              | Club                  | Caps     | Geboortedatum | Duels | Goal | Kreeg geel | Kreeg voor de tweede keer geel en dus rood | Weggestuurd |
| Doel            | Doel                       | Doel                  | Doel     | Doel          | Doel  | Doel | Doel       | Doel                                       | Doel        |
| --------------- | -------------------------- | --------------------- | -------- | ------------- | ----- | ---- | ---------- | ------------------------------------------ | ----------- |
| 1               | Óscar Pérez                | Jaguares de Chiapas   | 50 (0)   | 01.02.1973    | 3     | 0    | 0          | 0                                          | 0           |
| 13              | Guillermo Ochoa            | Club América          | 35 (0)   | 13.07.1985    | 0     | 0    | 0          | 0                                          | 0           |
| 23              | Luis Ernesto Michel        | Chivas de Guadalajara | 4 (0)    | 21.07.1979    | 0     | 0    | 0          | 0                                          | 0           |
| Verdediging     |                            |                       |          |               |       |      |            |                                            |             |
| 2               | Francisco Javier Rodríguez | PSV Eindhoven         | 48 (1)   | 20.10.1981    | 3     | 0    | 1          | 0                                          | 0           |
| 3               | Carlos Salcido             | PSV Eindhoven         | 72 (6)   | 02.05.1980    | 3     | 0    | 0          | 0                                          | 0           |
| 4               | Rafael Márquez             | FC Barcelona          | 92 (10)  | 13.02.1979    | 3     | 1    | 0          | 0                                          | 0           |
| 5               | Ricardo Osorio             | VfB Stuttgart         | 77 (1)   | 30.03.1980    | 3     | 0    | 0          | 0                                          | 0           |
| 12              | Paul Aguilar               | CF Pachuca            | 10 (2)   | 06.03.1986    | 1     | 0    | 0          | 0                                          | 0           |
| 15              | Héctor Moreno              | AZ Alkmaar            | 10 (0)   | 17.01.1988    | 2     | 0    | 1          | 0                                          | 0           |
| 16              | Efraín Juárez              | Pumas UNAM            | 19 (0)   | 22.02.1988    | 2     | 0    | 2          | 0                                          | 0           |
| 19              | José Magallón              | Chivas de Guadalajara | 51 (3)   | 21.11.1981    | 0     | 0    | 0          | 0                                          | 0           |
| 20              | Jorge Torres Nilo          | CF Atlas              | 8 (0)    | 16.01.1988    | 0     | 0    | 0          | 0                                          | 0           |
| Middenveld      |                            |                       |          |               |       |      |            |                                            |             |
| 6               | Gerardo Torrado            | Cruz Azul             | 112 (6)  | 30.04.1979    | 3     | 0    | 1          | 0                                          | 0           |
| 8               | Israel Castro              | Pumas UNAM            | 30 (1)   | 20.12.1980    | 1     | 0    | 1          | 0                                          | 0           |
| 18              | Andrés Guardado            | Deportivo La Coruña   | 55 (8)   | 28.09.1986    | 2     | 0    | 0          | 0                                          | 0           |
| 22              | Alberto Medina             | Chivas de Guadalajara | 55 (6)   | 29.05.1983    | 0     | 0    | 0          | 0                                          | 0           |
| Aanval          |                            |                       |          |               |       |      |            |                                            |             |
| 7               | Pablo Barrera              | Pumas UNAM            | 21 (3)   | 21.06.1987    | 2     | 0    | 0          | 0                                          | 0           |
| 9               | Guillermo Franco           | West Ham United       | 21 (7)   | 03.11.1976    | 3     | 0    | 1          | 0                                          | 0           |
| 10              | Cuauhtémoc Blanco          | CD Veracruz           | 115 (40) | 17.01.1973    | 3     | 1    | 0          | 0                                          | 0           |
| 11              | Carlos Vela                | Arsenal FC            | 28 (9)   | 01.03.1989    | 2     | 0    | 0          | 0                                          | 0           |
| 14              | Javier Hernández           | Manchester United     | 12 (7)   | 01.06.1988    | 3     | 1    | 1          | 0                                          | 0           |
| 17              | Giovani dos Santos         | Galatasaray SK        | 25 (5)   | 11.05.1989    | 3     | 0    | 0          | 0                                          | 0           |
| 21              | Adolfo Bautista            | Chivas de Guadalajara | 37 (12)  | 15.05.1979    | 0     | 0    | 0          | 0                                          | 0           |
| Bondscoach      |                            |                       |          |               |       |      |            |                                            |             |
| Vlag van Mexico | Javier Aguirre             |                       |          | 01.12.1958    |       |      |            |                                            |             |

## WK-wedstrijden

### Groep A
|                        |                        |                  |                    |                                                                                |
| 11 juni 2010 16:00 uur | Zuid-Afrika            | 1 – 1            | Mexico             | Soccer City, Johannesburg Toeschouwers: 84.490 Scheidsrechter: Ravshan Irmatov |
| 11 juni 2010 16:00 uur | Siphiwe Tshabalala 55' | Wedstrijdverslag | 79' Rafael Márquez | Soccer City, Johannesburg Toeschouwers: 84.490 Scheidsrechter: Ravshan Irmatov |

|                        |           |                  |                                                   |                                                                                       |
| 17 juni 2010 20:30 uur | Frankrijk | 0 – 2            | Mexico                                            | Peter Mokaba Stadion, Polokwane Toeschouwers: 35.370 Scheidsrechter: Khalil Al Ghamdi |
| 17 juni 2010 20:30 uur |           | Wedstrijdverslag | 64' Javier Hernández 79' (pen.) Cuauhtémoc Blanco | Peter Mokaba Stadion, Polokwane Toeschouwers: 35.370 Scheidsrechter: Khalil Al Ghamdi |

|                        |        |                  |                 |                                                                                       |
| 22 juni 2010 16:00 uur | Mexico | 0 – 1            | Uruguay         | Royal Bafokeng Stadion, Rustenburg Toeschouwers: 33.425 Scheidsrechter: Viktor Kassai |
| 22 juni 2010 16:00 uur |        | Wedstrijdverslag | 43' Luis Suárez | Royal Bafokeng Stadion, Rustenburg Toeschouwers: 33.425 Scheidsrechter: Viktor Kassai |

### Eindstand
| Land        | Wed | Win | Gel | Ver | DV | DT | +/- | Pnt |
| ----------- | --- | --- | --- | --- | -- | -- | --- | --- |
| Uruguay     | 3   | 2   | 1   | 0   | 4  | 0  | 3   | 7   |
| Mexico      | 3   | 1   | 1   | 1   | 3  | 2  | 1   | 4   |
| Zuid-Afrika | 3   | 1   | 1   | 1   | 3  | 5  | -2  | 4   |
| Frankrijk   | 3   | 0   | 1   | 2   | 1  | 5  | -4  | 1   |

### Achtste finale
|                        |                                                       |                  |                      |                                                                                |
| 27 juni 2010 20:30 uur | Argentinië                                            | 3 – 1            | Mexico               | Soccer City, Johannesburg Toeschouwers: 84.377 Scheidsrechter: Roberto Rosetti |
| 27 juni 2010 20:30 uur | Carlos Tévez 26' Gonzalo Higuaín 33' Carlos Tévez 52' | Wedstrijdverslag | 71' Javier Hernández | Soccer City, Johannesburg Toeschouwers: 84.377 Scheidsrechter: Roberto Rosetti |

FMF · A-internationals · Selecties · Bondscoaches · Statistieken · Mexicaans vrouwenelftal · Olympisch elftal · Mexico U21 · Mexico U20 · Mexico U19 · Mexico U18 · Mexico U17
1920 – 1949 ·
1950 – 1969 ·
1970 – 1979 ·
1980 – 1989 ·
1990 – 1999 ·
2000 – 2009 ·
2010 – 2019 ·
2020 – 2029
Copa América 1993 ·
Copa América 1995 ·
Copa América 1997 ·
Copa América 1999 ·
Copa América 2001 ·
Copa América 2004 ·
Copa América 2007 ·
Copa América 2011 ·
Copa América 2015 · 
Copa América 2016
WK 1930 ·
WK 1950 ·
WK 1954 ·
WK 1958 ·
WK 1962 ·
WK 1966 ·
WK 1970 ·
WK 1978 ·
WK 1986 ·
WK 1994 ·
WK 1998 ·
WK 2002 ·
WK 2006 ·
WK 2010 ·
WK 2014 · 
WK 2018
OS 1928 ·
OS 1948 ·
OS 1964 ·
OS 1968 ·
OS 1972 ·
OS 1976 ·
OS 1992 ·
OS 1996 ·
OS 2004 ·
OS 2012 ·
OS 2016 ·
OS 2020
1923 ·
1924–1927 ·
1928 ·
1929 ·
1930 ·
1931–1933 ·
1934 ·
1935 ·
1936 ·
1937 ·
1938 ·
1939–1946 ·
1947 ·
1948 ·
1949 ·
1950 ·
1951 ·
1952 ·
1953 ·
1954 ·
1955 ·
1956 ·
1957 ·
1958 ·
1959 ·
1960 ·
1961 ·
1962 ·
1963 ·
1964 ·
1965 ·
1966 ·
1967 ·
1968 ·
1969 ·
1970 · 
1971 · 
1972 · 
1973 · 
1974 · 
1975 · 
1976 · 
1977 · 
1978 · 
1979 · 
1980 · 
1981 · 
1982 · 
1983 · 
1984 · 
1985 · 
1986 · 
1987 · 
1988 · 
1989 · 
1990 · 
1991 · 
1992 · 
1993 · 
1994 · 
1995 · 
1996 · 
1997 · 
1998 · 
1999 · 
2000 · 
2001 · 
2002 · 
2003 · 
2004 · 
2005 · 
2006 · 
2007 · 
2008 · 
2009 · 
2010 · 
2011 · 
2012 · 
2013 · 
2014 · 
2015 · 
2016 ·
2017 ·
2018 ·
2019 ·
2020 ·
2021 ·
2022 ·
2023
Albanië ·
Algerije ·
Angola ·
Argentinië ·
Australië ·
België ·
Belize ·
Bermuda ·
Bolivia ·
Bosnië en Herzegovina ·
Brazilië ·
Bulgarije ·
Canada ·
Chili ·
China ·
Colombia ·
Congo-Kinshasa ·
Costa Rica ·
Cuba ·
Curaçao ·
DDR ·
Denemarken ·
Dominica ·
Duitsland ·
Ecuador ·
Egypte ·
El Salvador ·
Engeland ·
Estland ·
Fiji ·
Finland ·
Frankrijk ·
Gambia ·
Ghana ·
Griekenland ·
Guatemala ·
Guyana ·
Haïti ·
Honduras ·
Hongarije ·
Ierland ·
IJsland ·
Irak ·
Iran ·
Israël ·
Italië ·
Ivoorkust ·
Jamaica ·
Japan ·
Joegoslavië ·
Kameroen ·
Kroatië ·
Liberia ·
Luxemburg ·
Marokko ·
Martinique ·
Nederland ·
Nederlandse Antillen ·
Nicaragua ·
Nieuw-Zeeland ·
Nigeria ·
Noord-Ierland ·
Noord-Korea ·
Noorwegen ·
Oekraïne ·
Oezbekistan ·
Panama ·
Paraguay ·
Peru ·
Polen ·
Portugal ·
Qatar ·
Roemenië ·
Rusland ·
Saint Kitts en Nevis ·
Saint Vincent en de Grenadines ·
Saoedi-Arabië ·
Schotland ·
Senegal ·
Servië ·
Slovenië ·
Slowakije ·
Sovjet-Unie ·
Spanje ·
Suriname ·
Trinidad en Tobago ·
Tsjechië ·
Tsjecho-Slowakije ·
Tunesië ·
Uruguay ·
Venezuela ·
Verenigde Staten ·
Wales ·
Wit-Rusland ·
Zuid-Afrika ·
Zuid-Korea ·
Zweden ·
Zwitserland
Angola (2006) ·
Argentinië (2006) ·
Brazilië (1999) ·
Brazilië (2014) ·
Brazilië (2018) ·
Duitsland (2018) ·
Frankrijk (2010) ·
Iran (2006) ·
Kameroen (2014) ·
Kroatië (2014) ·
Nederland (2014) ·
Portugal (2006) ·
Uruguay (2010) ·
Zuid-Afrika (2010) ·
Zuid-Korea (2018) ·
Zweden (2018)